# Defector
Albums de Steve Hackett
Spectral Mornings
(1979) Cured
(1981)
Singles
1. Sentimental Institution
Sortie : 1980
2. The Show
Sortie : 1980

Defector est le quatrième album solo du guitariste britannique, Steve Hackett. Il sort en juin 1980 sur le label Charisma Records et est produit par Steve Hackett et John Acock.

## Historique
Cet album est enregistré dans les Wessex Studios de Londres avec les mêmes musiciens qui accompagnaient Steve Hackett sur l'album précédent Spectral Mornings ainsi qu'en tournée.
Time To Get Out and The Toast sont chantés par Pete Hicks, Dik Cadbury et Steve Hackett. Pete Hicks chante Leaving and The Show seul avec Cadbury et Hackett aux harmonies vocales. Sentimental Institution et la chanson bonus Hercules Unchained sont chantées par Pete. Il sera, à ce jour, le seul album de Steve où ce dernier ne chante pas en solo.
L'album se classe à la 9e place des charts britanniques et reste à ce jour l'album de Steve Hackett qui obtient le meilleur classement en Grande-Bretagne. Aux États-Unis, il se classe à la 144e place du Billboard 200.
Il sera réédité en 2005 avec cinq titres bonus dont trois enregistrés en public au Festival de Reading de 1981.
La pochette est, comme pour les albums précédents, signée par la compagne de Steve, Kim Poor.

## Titres
- Tous les titres sont signés par Steve Hackett sauf indication

### Face 1
1. The Steppes - 6:05
2. Time To Get Out - 4:11
3. Slogans - 3:46
4. Leaving - 3:16
5. Two Wamps as Guests - 1:58

### Face 2
1. Jacuzzi - 4:36
2. Hammer in the Sand - 3:11
3. The Toast - 3:42
4. The Show -3:40
5. Sentimental Institution (Steve Hackett, Pete Hicks) - 2:34

### Titres bonus de la réédition 2005
1. Hercules Unchained  (face B du single The Show) (Steve Hackett, Pete Hicks) - 2:44
2. Sentimental Institution (enregistré live au Théâtre de Drury Lane) (Steve Hackett, Pete Hicks) - 3:02
3. The Steppes (enregistré live au Festival de Reading 1981) - 6:33
4. Slogans (enregistré live au Festival de Reading 1981) - 4:19
5. Clocks - The Angel of Mons (enregistré live au Festival de Reading 1981) - 5:54

## Musiciens
- Steve Hackett: guitares, chant, Optigan, guitare synthétiseur Roland GR 300
- John Hackett: flûtes
- Nick Magnus: claviers
- Dik Cadbury: basse, chant
- Pete Hicks: chant
- John Shearer: batterie, percussions

## Charts
| Pays        | Durée du classement | Meilleur classement |
| ----------- | ------------------- | ------------------- |
| États-Unis  | 6 semaines          | 144e                |
| Norvège     | 7 semaines          | 22e                 |
| Royaume-Uni | 7 semaines          | 9e                  |
| Suède       | 1 semaine           | 30e                 |